# Orquídia (color)

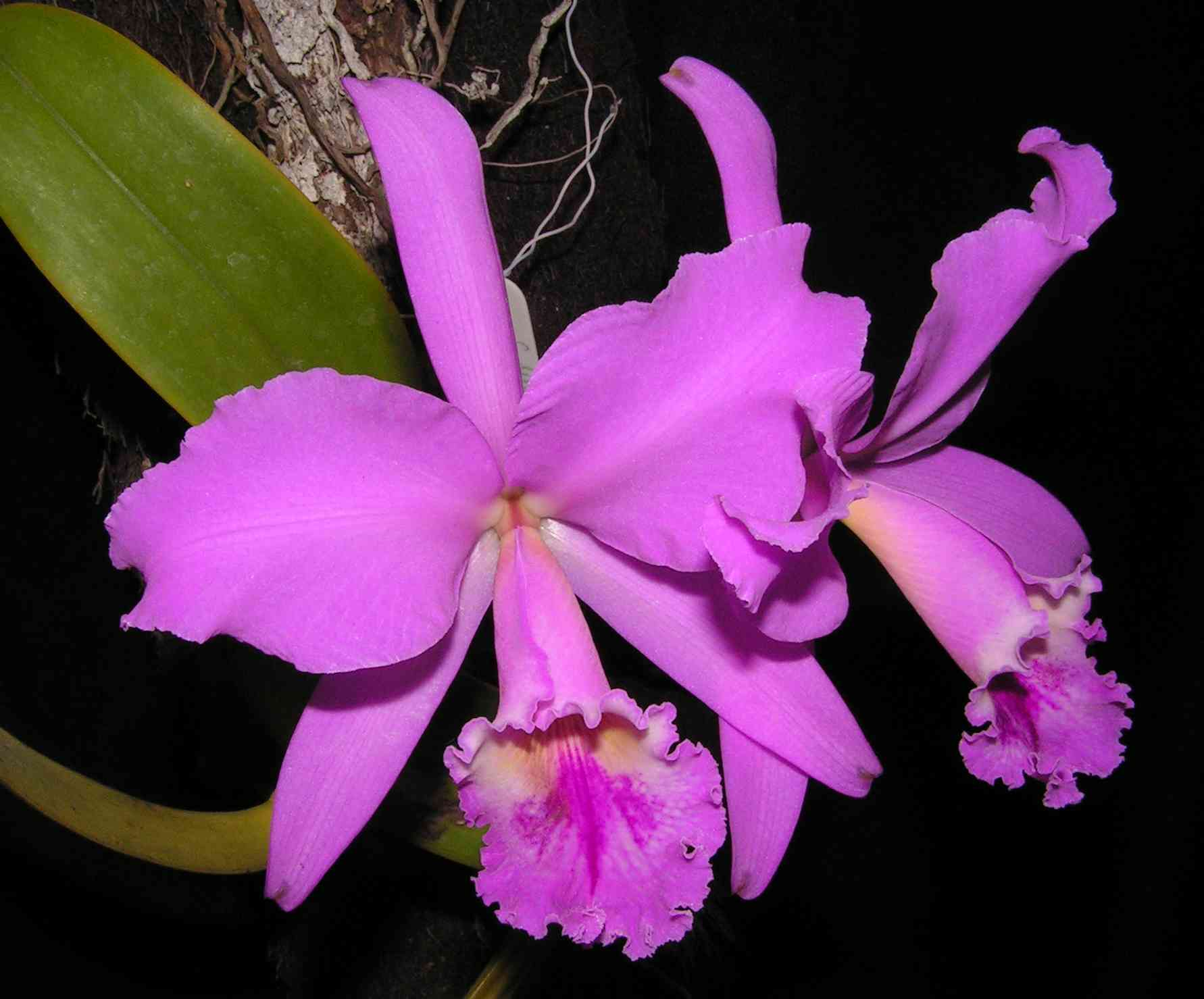
Orchidaceae.

Orquídia és un color porpra clar. Altres matisos orquídia van des de grisenc-porpra a rosa i a porpra vermellós intens. El nom prové de les flors d'algunes espècies de la gran família d'orquídies (Orchidaceae), com ara Laelia furfuracea i Ascocentrum pusillum, que tenen els pètals d'aquest color, que també es pot considerar com un matís del violat.
Una mostra del color orquídia: